# Faktorion

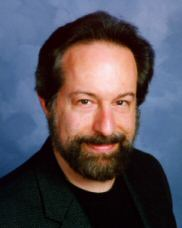
Clifford Pickover, der Namensgeber dieser Zahlen

In der Zahlentheorie ist ein Faktorion (englisch Factorion) eine natürliche Zahl {\displaystyle n}, welche der Summe der Fakultäten ihrer Stellen gleich ist.
Mit anderen Worten und etwas allgemeiner (und mathematischer) mit Basis {\displaystyle b} (also nicht nur im Dezimalsystem mit Basis {\displaystyle b=10}):
Sei {\displaystyle n} eine natürliche Zahl. Die Summe der Fakultät ihrer Stellen (Digits) sei für eine Basis {\displaystyle b>1} wie folgt definiert:
{\displaystyle SFD_{b}(n):=\sum _{i=0}^{k-1}d_{i}!}
wobei {\displaystyle k=\lfloor \log _{b}{n}\rfloor +1} die Anzahl der Stellen der Zahl {\displaystyle n} in der Basis {\displaystyle b} angibt. {\displaystyle n!} ist die Fakultät von {\displaystyle n} und
{\displaystyle d_{i}={\frac {n{\bmod {b^{i+1}}}-n{\bmod {b^{i}}}}{b^{i}}}}
ist der Wert der {\displaystyle i}-ten Stelle der Zahl {\displaystyle n}.
Eine natürliche Zahl {\displaystyle n} nennt man {\displaystyle b}-Faktorion, wenn sie zur Basis {\displaystyle b} ein Fixpunkt der Abbildung {\displaystyle SFD_{b}} ist, wenn also {\displaystyle SFD_{b}(n)=n} gilt.
Der Name Faktorion stammt vom amerikanischen Mathematiker und Autor Clifford A. Pickover.

## Beispiele
- Sei {\displaystyle n=145} im Dezimalsystem (also zur Basis {\displaystyle b=10}). Dann gilt:

{\displaystyle SFD_{10}(145)=1!+4!+5!=1+24+120=145}
Somit ist {\displaystyle n=145} ein Faktorion zur Basis 10.
- Sei {\displaystyle n=40585} im Dezimalsystem (also zur Basis {\displaystyle b=10}). Dann gilt:

{\displaystyle SFD_{10}(40585)=4!+0!+5!+8!+5!=24+1+120+40320+120=40585}
Somit ist {\displaystyle n=40585} ein Faktorion zur Basis 10.
- Es folgt eine Liste aller Faktorionen {\displaystyle n} im Dezimalsystem:

1, 2, 145, 40585 (Folge A014080 in OEIS)
- Es ist {\displaystyle n=49_{10}={\underline {1}}\cdot 5^{2}+{\underline {4}}\cdot 5^{1}+{\underline {4}}\cdot 5^{0}=144_{5}} im Quinärsystem (also zur Basis {\displaystyle b=5}). Dann gilt:

{\displaystyle SFD_{5}(144_{5})=1!+4!+4!=1_{10}+24_{10}+24_{10}=49_{10}=144_{5}}
Somit ist {\displaystyle n=144_{5}} ein Faktorion zur Basis 5.
- Es ist {\displaystyle n=41282_{10}={\underline {6}}\cdot 9^{4}+{\underline {2}}\cdot 9^{3}+{\underline {5}}\cdot 9^{2}+{\underline {5}}\cdot 9^{1}+{\underline {8}}\cdot 9^{0}=62558_{9}} im Nonärsystem (also zur Basis {\displaystyle b=9}). Dann gilt:

{\displaystyle SFD_{9}(62558_{9})=6!+2!+5!+5!+8!=720_{10}+2_{10}+120_{10}+120_{10}+40320_{10}=41282_{10}=62558_{9}}
Somit ist {\displaystyle n=62558_{9}} ein Faktorion zur Basis 9.

## Eigenschaften
- Im Dezimalsystem gibt es nur 4 Faktorionen, nämlich 1, 2, 145 und 40585.[3][6]

- Die Zahlen {\displaystyle n=1} und {\displaystyle n=2} sind Fixpunkte der Funktion {\displaystyle SFD_{b}} für alle Basen {\displaystyle b} und somit triviale Faktorionen für alle {\displaystyle b}. Alle anderen Faktorionen sind nichttriviale Faktorionen.

Beweis:
Es ist {\displaystyle SFD_{b}(1)=1!=1} und {\displaystyle SFD_{b}(2)=2!=2}.
Im Dualsystem, also mit der Basis {\displaystyle b=2}, ist {\displaystyle 2_{10}={\underline {1}}\cdot 2^{1}+{\underline {0}}\cdot 2^{0}=10_{2}} und es gilt: {\displaystyle SFD_{2}(10_{2})=1!+0!=1_{10}+1_{10}=2_{10}=10_{2}}. {\displaystyle \Box }
- Im Dualsystem (also mit der Basis {\displaystyle b=2}) ist die Summe der Fakultät der Ziffern die Anzahl der Ziffern {\displaystyle k} selbst.

Beweis:
Es ist {\displaystyle 0!=1!=1}. Weil jede Zahl im Dualsystem nur aus Nullen und Einsen besteht und deren Fakultät ebenfalls immer je Eins ist, erhält man mit der Funktion {\displaystyle SFD_{2}(n)} die Anzahl der Ziffern von {\displaystyle n}. {\displaystyle \Box }
- Für jede gegebene Basis {\displaystyle b} gibt es nur eine endliche Anzahl von Faktorionen.

Beweis:
Man untersuche (zunächst einmal) im Dezimalsystem (also mit Basis {\displaystyle b=10}) den Maximalwert, den {\displaystyle SFD_{10}(n)} mit einer {\displaystyle k}-stelligen Dezimalzahl {\displaystyle n} erreichen kann. Eine {\displaystyle k}-stellige Dezimalzahl {\displaystyle n} mit maximal großen Ziffern besteht aus {\displaystyle k} 9ern. Somit muss für die Funktion {\displaystyle SFD_{10}(n)} gelten: {\displaystyle SFD_{10}(n)\leq k\cdot 9!=362880k}.
Betrachtet man nun eine allgemeine {\displaystyle k}-stellige Dezimalzahl {\displaystyle 10^{k-1}\leq n<10^{k}} und die soeben betrachtete Ungleichung {\displaystyle SFD_{10}(n)\leq k\cdot 9!}, die für alle {\displaystyle k}-stelligen Dezimalzahlen gilt. Es gibt nur dann Faktorionen, solange {\displaystyle 10^{k-1}\leq n\leq SFD_{10}(n)\leq k\cdot 9!} gilt. Es ist aber sicherlich {\displaystyle 9!=362880<10^{8}}. Somit erhält man die Ungleichung {\displaystyle 10^{k-1}\leq k\cdot 9!<k\cdot 10^{8}}.
Wenn nun aber die Anzahl der Stellen {\displaystyle k\geq b=10} ist, müsste laut der obigen Ungleichung noch immer {\displaystyle 10^{k-1}<10\cdot 10^{8}=10^{9}} gelten. Dies ist aber nur dann der Fall, wenn {\displaystyle k-1<9} und somit {\displaystyle k<10} ist, was ein Widerspruch zur Annahme ist, dass {\displaystyle k\geq 10} sein soll. Die Bedingung {\displaystyle 10^{k-1}\leq n\leq SFD_{10}(n)\leq k\cdot 9!} stimmt also für {\displaystyle k\geq b=10} nicht mehr, es kann also keine Faktorionen im Dezimalsystem geben, die 10 oder mehr Stellen haben.
Verallgemeinert man obige Überlegungen auf allgemeine Basen {\displaystyle b}, so erhält man die Ungleichung {\displaystyle b^{k-1}\leq n\leq SFD_{b}(n)\leq k\cdot (b-1)!} und wegen {\displaystyle (b-1)!<b^{b-2}} (für {\displaystyle b>2}) gilt weiters {\displaystyle b^{k-1}\leq k\cdot (b-1)!<k\cdot b^{b-2}}. Wenn nun auch hier die Anzahl der Stellen {\displaystyle k\geq b} ist, müsste laut dieser Ungleichung noch immer {\displaystyle b^{k-1}<b\cdot b^{b-2}=b^{b-1}} gelten. Dies ist aber nur dann der Fall, wenn {\displaystyle k-1<b-1} und somit {\displaystyle k<b} ist, was ein Widerspruch zur Annahme ist, dass {\displaystyle k\geq b} sein soll. Die Bedingung {\displaystyle b^{k-1}\leq n\leq SFD_{b}(n)\leq k\cdot (b-1)!} stimmt also für {\displaystyle k\geq b} nicht mehr, es kann also keine Faktorionen im Zahlensystem mit Basis {\displaystyle b} geben, die {\displaystyle b} oder mehr Stellen haben. Die Anzahl der Faktorionen ist also nach oben hin begrenzt, es gibt somit nur endlich viele Faktorionen, was zu zeigen war. {\displaystyle \Box }
- Für alle Basen {\displaystyle b\geq 2} zusammengenommen gibt es unendlich viele Faktorionen.

Beweis:
Es gibt Faktorionen-Gruppen, ohne auf die spezielle Basis {\displaystyle b} eingehen zu müssen. Diese Gruppen bestehen aus unendlich vielen Faktorionen. Siehe weiter unten. {\displaystyle \Box }

## Gesellige und befreundete Faktorionen
Eine natürliche Zahl {\displaystyle n} nennt man geselliges Faktorion, wenn man nach {\displaystyle k}-facher Anwendung von {\displaystyle SFD_{b}} auf diese Zahl wieder genau diese Zahl erhält. {\displaystyle n} ist dann ein periodischer Punkt und {\displaystyle SFD_{b}} formt eine periodische Folge (oder Zykel) der Periodenlänge {\displaystyle k}. Ist die Periodenlänge {\displaystyle k=2}, so nennt man das gesellige Faktorion auch befreundetes Faktorion. Ist also {\displaystyle (n_{1},n_{2})} ein befreundetes Faktorion-Paar, so ist {\displaystyle SFD_{b}(n_{1})=n_{2}} und {\displaystyle SFD_{b}(n_{2})=n_{1}}.

### Beispiele
- Sei die Basis {\displaystyle b=10}, also das Dezimalsystem.

Die Summe der Fakultäten der Ziffern von {\displaystyle n_{1}=871} ist {\displaystyle 8!+7!+1!=40320+5040+1=45361}.
Die Summe der Fakultäten der Ziffern von {\displaystyle n_{2}=45361} ist {\displaystyle 4!+5!+3!+6!+1!=24+120+6+720+1=871}.
Somit ist {\displaystyle SFD_{10}(871)=45361} und {\displaystyle SFD_{10}(SFD_{10}(871))=SFD_{10}^{2}(871))=871}. Es ist also {\displaystyle n_{1}=871}  ein periodischer Punkt, {\displaystyle SFD_{10}} formt eine periodische Folge der Periodenlänge {\displaystyle k=2}. Somit ist {\displaystyle (n_{1},n_{2})=(871,45361)} ein befreundetes Faktorion-Paar zur Basis {\displaystyle b=10}.
- Es folgt eine Liste aller befreundeten Faktorion-Paare {\displaystyle (n_{1},n_{2})} im Dezimalsystem:

(871, 45361), (872, 45362) (Folge A214285 in OEIS)
- Sei die Basis {\displaystyle b=10}, also das Dezimalsystem.

Es ist {\displaystyle SFD_{10}(169)=1!+6!+9!=1+720+362880=363601}.
Es ist {\displaystyle SFD_{10}(363601)=3!+6!+3!+6!+0!+1!=6+720+6+720+1+1=1454}.
Es ist {\displaystyle SFD_{10}(1454)=1!+4!+5!+4!=1+24+120+24=169}.
Somit ist {\displaystyle SFD_{10}^{3}(169))=169}. Es ist also {\displaystyle n_{1}=169}  ein periodischer Punkt, {\displaystyle SFD_{10}} formt eine periodische Folge der Periodenlänge {\displaystyle k=3}. Somit ist {\displaystyle (n_{1},n_{2},n_{3})=(169,363601,1454)} ein geselliges Faktorion-Tripel zur Basis {\displaystyle b=10}.
- Es folgt eine Tabelle, der man alle Faktorionen und ausgewählte Zykel bis zur Basis {\displaystyle b=39} ablesen kann:

| Basis {\displaystyle b} | Faktorionen zu dieser Basis im Dezimalsystem (Folge A193163 in OEIS) | Zykel geselliger und befreundeter Faktorione zur jeweiligen Basis {\displaystyle b}                                                                                            |
| ----------------------- | --- | --- |
| 01                      | {\displaystyle 1,2=\|\|_{1},3=\|\|\|_{1},\ldots } (alle natürlichen Zahlen) | |
| 02                      | {\displaystyle 1,2=10_{2}} | keine |
| 03                      | {\displaystyle 1,2} | keine |
| 04                      | {\displaystyle 1,2,7=13_{4}} | {\displaystyle 3_{4}\rightarrow 12_{4}\rightarrow 3_{4}} |
| 05                      | {\displaystyle 1,2,49=144_{5}} | keine |
| 06                      | {\displaystyle 1,2,25=41_{6},26=42_{6}} | keine |
| 07                      | {\displaystyle 1,2} | {\displaystyle 36_{7}\rightarrow 2055_{7}\rightarrow 465_{7}\rightarrow 2343_{7}\rightarrow 53_{7}\rightarrow 240_{7}\rightarrow 36_{7}}                                       |
| 08                      | {\displaystyle 1,2} | {\displaystyle 3_{8}\rightarrow 6_{8}\rightarrow 1320_{8}\rightarrow 12_{8}\rightarrow 3_{8}}, {\displaystyle 175_{8}\rightarrow 12051_{8}\rightarrow 175_{8}}                 |
| 09                      | {\displaystyle 1,2,41282=62558_{9}} | |
| 10                      | {\displaystyle 1,2,145,40585} | {\displaystyle 871\rightarrow 45361\rightarrow 871}, {\displaystyle 872\rightarrow 45362\rightarrow 872}, {\displaystyle 169\rightarrow 363601\rightarrow 1454\rightarrow 169} |
| 11                      | {\displaystyle 1,2,26=24_{11},48=44_{11},40472=28453_{11}} | |
| 12                      | {\displaystyle 1,2} | |
| 13                      | {\displaystyle 1,2,519326767=83790C5B_{13}} | |
| 14                      | {\displaystyle 1,2,12973363226=8B0DD409C_{14}} | |
| 15                      | {\displaystyle 1,2,1441=661_{15},1442=662_{15}} | |
| 16                      | {\displaystyle 1,2,2615428934649=260F3B66BF9_{16}} | |
| 17                      | {\displaystyle 1,2,40465=8405_{17},43153254185213,43153254226251} | |
| 18                      | {\displaystyle 1,2} | |
| 19                      | {\displaystyle 1,2} | |
| 20                      | {\displaystyle 1,2} | |
| 21                      | {\displaystyle 1,2,25=14_{21}} | |
| 22                      | {\displaystyle 1,2} | |
| 23                      | {\displaystyle 1,2,1175342075206371480506} | |
| 24                      | {\displaystyle 1,2,121=51_{24},122=52_{24}} | |
| 25                      | {\displaystyle 1,2} | |
| 26                      | {\displaystyle 1,2,2554945949267792653,2554945949267792654} | |
| 27                      | {\displaystyle 1,2,5162=725_{27},15511266000434263077417003} | |
| 28                      | {\displaystyle 1,2,144=54_{28}} | |
| 29                      | {\displaystyle 1,2} | |
| 30                      | {\displaystyle 1,2,9158749082185220449342855718547} | |
| 31                      | {\displaystyle 1,2} | |
| 32                      | {\displaystyle 1,2,274716917283731052265521640532641,274716917283731052265521640532642}                                                                                            | |
| 33                      | {\displaystyle 1,2} | |
| 34                      | {\displaystyle 1,2,18000109025414359935200386507490,8505776248524129345704131790637513,} {\displaystyle 534758618047777477508104143107726167,535289113281800215201773008128742106} | |
| 35                      | {\displaystyle 1,2,1441=166_{35}} | |
| 36                      | {\displaystyle 1,2,295241305446212678223851660458757144548} | |
| 37                      | {\displaystyle 1,2,1126330494971327468882309406026121376169594} | |
| 38                      | {\displaystyle 1,2,383221119611008975296796004067209041063001} | |
| 39                      | {\displaystyle 1,2} | |

### Eigenschaften
- Ein Faktorion ist ein geselliges Faktorion mit Periodenlänge {\displaystyle k=1}.
- Es gibt nur zwei befreundete Faktorion-Paare im Dezimalsystem, nämlich {\displaystyle (871,45361)} und {\displaystyle (872,45362)}.[3][7]
- Für jede gegebene Basis {\displaystyle b} gibt es nur eine endliche Anzahl von Zyklen.

## Ermitteln von Gruppen von Faktorionen
Man kann gewisse Gruppen von Faktorionen ermitteln, ohne auf die spezielle Basis {\displaystyle b} eingehen zu müssen.
- Sei {\displaystyle k\in \mathbb {N} } eine positive ganze Zahl im Zahlensystem mit der Basis {\displaystyle b=(k-1)!}. Dann gilt:

- {\displaystyle n_{1}=k\cdot b+1=k!+1} ist ein Faktorion zur Basis {\displaystyle b} für alle {\displaystyle k\geq 4} (in Dezimalschreibweise geschrieben).
- {\displaystyle n_{2}=k\cdot b+2=k!+2} ist ein Faktorion zur Basis {\displaystyle b} für alle {\displaystyle k\geq 4} (in Dezimalschreibweise geschrieben).

Beweis der 1. Behauptung:
Es ist {\displaystyle n_{1}=k\cdot b+1=k\cdot (k-1)!+1=k!+1}.
Weiters ist {\displaystyle n_{1}=(k\cdot b+1)_{10}={\underline {k}}\cdot b^{1}+{\underline {1}}\cdot b^{0}=k\cdot b+1=(k1)_{b}} die Darstellung von {\displaystyle n_{1}} zur Basis {\displaystyle b}. Es sei also {\displaystyle k} die Zehnerstelle und {\displaystyle 1} die Einerstelle von {\displaystyle n_{1}}. Es gilt:
{\displaystyle {\begin{array}{rcl}SFD_{b}(n_{1})&=&k!+1!\\&=&k\cdot (k-1)!+1\\&=&k\cdot b+1\\&=&n_{1}\end{array}}}
Somit ist {\displaystyle n_{1}} ein Faktorion für alle {\displaystyle k\geq 4} zur Basis b.
Für {\displaystyle k=3} gilt diese Behauptung nicht, weil sonst die Basis {\displaystyle b=(k-1)!=2!=2} wäre und {\displaystyle n_{1}} in diesem Zahlensystem die Form {\displaystyle n_{1}=(31)_{2}} hätte, obwohl es in diesem Zahlensystem die Ziffer {\displaystyle 3} gar nicht gibt. Analog verhält es sich mit {\displaystyle k=2} und {\displaystyle k=1}. {\displaystyle \Box }
Beweis der 2. Behauptung:
Es ist {\displaystyle n_{2}=k\cdot b+2=k\cdot (k-1)!+2=k!+2}.
Weiters ist {\displaystyle n_{2}=(k\cdot b+2)_{10}={\underline {k}}\cdot b^{1}+{\underline {2}}\cdot b^{0}=k\cdot b+2=(k2)_{b}} die Darstellung von {\displaystyle n_{2}} zur Basis {\displaystyle b}. Es sei also {\displaystyle k} die Zehnerstelle und {\displaystyle 2} die Einerstelle von {\displaystyle n_{2}}. Es gilt:
{\displaystyle {\begin{array}{rcl}SFD_{b}(n_{2})&=&k!+2!\\&=&k\cdot (k-1)!+2\\&=&k\cdot b+2\\&=&n_{2}\end{array}}}
Somit ist {\displaystyle n_{2}} ein Faktorion für alle {\displaystyle k\geq 4} zur Basis b.
Für {\displaystyle k=3} gilt diese Behauptung nicht, weil sonst die Basis {\displaystyle b=(k-1)!=2!=2} wäre und {\displaystyle n_{2}} in diesem Zahlensystem die Form {\displaystyle n_{2}=(32)_{2}} hätte, obwohl es in diesem Zahlensystem diese Ziffern gar nicht gibt. Analog verhält es sich mit {\displaystyle k=2} und {\displaystyle k=1}. {\displaystyle \Box }
Beispiel:
| {\displaystyle k} | Basis {\displaystyle b=(k-1)!} | Faktorion                       | Faktorion                       |
| {\displaystyle k} | Basis {\displaystyle b=(k-1)!} | {\displaystyle n_{1}}           | {\displaystyle n_{2}}           |
| ----------------- | ------------------------------ | ------------------------------- | ------------------------------- |
| 4                 | 6                              | {\displaystyle 25=41_{6}}       | {\displaystyle 26=42_{6}}       |
| 5                 | 24                             | {\displaystyle 121=51_{24}}     | {\displaystyle 122=52_{24}}     |
| 6                 | 120                            | {\displaystyle 721=61_{120}}    | {\displaystyle 722=62_{120}}    |
| 7                 | 720                            | {\displaystyle 5041=71_{720}}   | {\displaystyle 5042=72_{720}}   |
| 8                 | 5040                           | {\displaystyle 40321=81_{5040}} | {\displaystyle 40322=82_{5040}} |
- Sei {\displaystyle k\in \mathbb {N} } eine positive ganze Zahl im Zahlensystem mit der Basis {\displaystyle b=k!-k+1}. Dann gilt:

- {\displaystyle n_{1}=b+k=k!+1} ist ein Faktorion zur Basis {\displaystyle b} für alle {\displaystyle k\geq 2} (in Dezimalschreibweise geschrieben)

Beweis:
Es ist {\displaystyle n_{1}=b+k=k!-k+1+k=k!+1}.
Weiters ist {\displaystyle n_{1}=(b+k)_{10}={\underline {1}}\cdot b^{1}+{\underline {k}}\cdot b^{0}=(1k)_{b}} die Darstellung von {\displaystyle n_{1}} zur Basis {\displaystyle b}. Es sei also {\displaystyle 1} die Zehnerstelle und {\displaystyle k} die Einerstelle von {\displaystyle n_{1}}. Dann ist {\displaystyle n_{1}=1\cdot b+k} und es gilt:
{\displaystyle {\begin{array}{rcl}SFD_{b}(n_{1})&=&1!+k!\\&=&k!+1-k+k\\&=&1\cdot (k!-k+1)+k\\&=&1\cdot b+k\\&=&n_{1}\end{array}}}
Für {\displaystyle k=2} gilt diese Behauptung nicht, weil sonst die Basis {\displaystyle b=k!-k+1=2!-2+1=2-2+1=1} wäre und {\displaystyle n_{1}} in diesem Zahlensystem die Form {\displaystyle n_{1}=(12)_{1}} hätte, obwohl es in diesem Zahlensystem die Ziffer {\displaystyle 2} gar nicht gibt.
Somit ist {\displaystyle n_{1}} ein Faktorion für alle {\displaystyle k\geq 3} zur Basis b. {\displaystyle \Box }
Beispiel:
| {\displaystyle k} | Basis {\displaystyle b=k!-k+1} | Faktorion {\displaystyle n_{1}} |
| ----------------- | ------------------------------ | ------------------------------- |
| 3                 | 4                              | {\displaystyle 7=13_{4}}        |
| 4                 | 21                             | {\displaystyle 25=14_{21}}      |
| 5                 | 116                            | {\displaystyle 121=15_{116}}    |
| 6                 | 715                            | {\displaystyle 721=16_{715}}    |
| 7                 | 5034                           | {\displaystyle 5041=17_{5034}}  |